# Phusro
Phusro ist eine Stadt im indischen Bundesstaat Jharkhand.
Die Stadt Phusro befindet sich im Distrikt Bokaro im Osten von Jharkhand. Die Stadt liegt am nördlichen Flussufer des Damodar 17 km unterhalb der Tenughat-Talsperre. Sie befindet sich knapp 20 km nordwestlich vom Ballungsraum Bokaro Steel City.
Phusro ist an das Eisenbahnnetz angebunden. 
Als Stadt besitzt Phusro den Status eines Nagar Parishad. Beim Zensus 2011 hatte Phusro 89.178 Einwohner.